# Kot v sapogakh
Kot v sapogakh (transcripció del títol original en rus, Кот в сапогах, en català El gat amb botes) és una òpera breu de conte de fades per a nens en tres actes, quatre escenes, amb música de César Cui i llibret de Marina Stanislavovna Pol. Composta el 1913, es va estrenar a Roma el 1915 amb el títol Il gato con gli stivali.
Una edició soviètica de l'òpera, amb un llibret revisat, va ser publicat el 1961. Per als anys setanta aquesta òpera es va fer popular en el que llavors era l'Alemanya de l'Est com Der gestiefelte Kater. Sota aquest títol va ser enregistrada posteriorment en CD per l'Òpera Estatal de Stuttgart el 1999 en una versió dissenyada per a la ràdio.

## Argument
La trama segueix molt estretament el conte de fades de Perrault, amb una introducció instrumental i danses inserides.

## Discografia
- Der gestiefelte Kater: Märchenoper von César Cui in der Hörspielfassung von Limiti von Keyserlingk. Fassung für Kammerorchester: Andreas Breitscheid. Koproduction: Junge Oper der Staatsoper Stuttgart / Südwestrundfunk / Patmos Verlag GmbH & Co. KG, Düsseldorf, 1999. Patmos CD, 3-491-88764-X.